# 古檗山庄石刻
古檗山庄石刻，位于中国福建省晋江市东石镇檗谷村，为一个省级文物保护单位，类型为石刻及造像，为第五批福建省文物保护单位，公布时间为2001年1月20日。
古檗山庄石刻的历史年代为1916～1918年。